# Maria Spena
Maria Spena (Napoli, 24 marzo 1962) è una politica italiana.

## Biografia
Laureata in giurisprudenza presso l'Università "Federico II" di Napoli con votazione 110/110 e lode. Docente di discipline giuridico-economiche, vive a Roma.
Dal 2000 ha preso parte attiva alla vita politica della città di Roma nelle file di Forza Italia, partendo dal Municipio II di Roma fino a giungere nel 2013 alla nomina di assessore nella Giunta di Roma Capitale. 
Alle elezioni amministrative del 2001 è risultata prima degli eletti nella lista di Forza Italia nel II Municipio di Roma, venendo eletta consigliere circoscrizionale e ricoprendo l'incarico di presidente della Commissione asilo nido, scuola e cultura. 
Alle elezioni amministrative del 2006 è ancora una volta la prima degli eletti nel Municipio II di Roma, ricoprendo l'incarico di presidente del gruppo consiliare di Forza Italia.
Alle elezioni amministrative del 2008, dopo un ulteriore successo elettorale, è stata nominata vicepresidente del Municipio II e assessore con deleghe a lavori pubblici, edilizia pubblica e privata e urbanistica nella giunta di centrodestra presieduta da Gianni Alemanno. Nel giugno del 2012 viene nominata componente del consiglio di amministrazione di Risorse per Roma e nel febbraio 2013 viene nominata assessore alla mobilità e ai trasporti di Roma Capitale.
Alle elezioni amministrative del 2013 perse dal sindaco uscente Gianni Alemanno risulta la candidata più votata nelle liste del PDL nel Municipio II, non è invece eletta in consiglio comunale, nonostante le 2.471 preferenze. 
Alle elezioni politiche del 2018 è eletta alla Camera dei Deputati nel collegio uninominale Lazio - 14 (Marino) per il centrodestra (in quota Forza Italia), ottenendo il 36,51% e superando Antonella Gobbo del Movimento 5 Stelle (34,86%) e Renzo Carella del centrosinistra (21,30%). È stata vicepresidente della XIII Commissione Agricoltura e capogruppo di Forza Italia nella Commissione parlamentare per l’infanzia e l’adolescenza.
Alle elezioni politiche del 2022 viene ricandidata alla Camera nel collegio uninominale Lazio 1 - 01 (Roma: Municipio I) per il centro-destra (in quota FI), ottenendo il 30,76% e venendo sopravanzata da Paolo Ciani del centrosinistra (38,46%), e in seconda posizione dietro al capogruppo azzurro Paolo Barelli nei quattro plurinominali della circoscrizione Lazio 1, non risultando eletta.